# Yanagi Muneyoshi

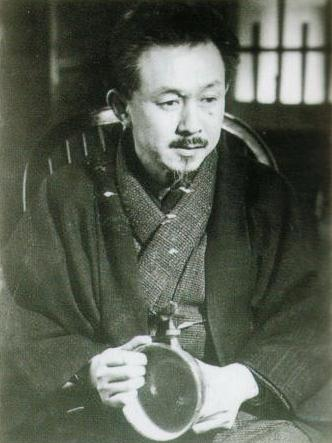
Yanagi Muneyoshi

Yanagi Muneyoshi  (japanisch 柳 宗悦; 21. März 1889 in Tokio – 3. Mai 1961; im Westen bei gleicher Schreibweise auch Yanagi Sōetsu gelesen) war ein japanischer Kunstkritiker, Religionsphilosoph und Mitbegründer der japanischen Volkskunst-Bewegung. Er war verheiratet mit der Sängerin Kaneko Yanagi, geborene Nakashima.

## Leben und Werk
YANAGI wurde als Sohn des Admirals der Kaiserlichen Marine Yanagi Narayoshi in Tokio geboren. Nach Absolvierung der Adelsschule Gakushūin studierte er an der Universität Tokio an der Fakultät für Geisteswissenschaften und machten 1913 seinen Abschluss in Psychologie. In seiner Zeit am Gakushuin hatte er sich 1910 an der Zeitschrift Shirakaba als Mitherausgeber beteiligt. Später interessierte er sich für koreanische Volkskunst und für die Skulpturen von Mokujiki Yōnin. Er befasste sich auch mit den Gedichten von William Blake und Walter Whitman und stellte sie vor.
Gegen Ende der Taishō-Zeit beschäftigte YANAGI sich mit der Volkskunst, für die er den Begriff Mingei (民芸) prägte. Er führte Untersuchungen durch und sammelte Objekte, hielt Vorträge darüber, reiste dafür durch ganz Japan und war auch im Ausland unterwegs. Er verkehrte mit Shiga Naoya, Mushanokōji Saneatsu, Kawai Kanjirō, Hamada Shōji, Bernard Leach und anderen literarisch und künstlerisch Interessierten. So entwickelte sich eine Volkskunst-Bewegung, für die YANAGI die Zeitschriften Kōgei (工芸) und „Mingei“ herausgab. – An der Tōyō-Universität unterrichtete er Religionsphilosophie.
1924 gelang es YANAGI, in Korea ein Museum für koreanische Volkskunst zu eröffnen, 1936 errichtete er, unterstützt u. a. von dem Unternehmer Ōhara Magosaburō, im Stadtteil Komaba ein Museum für Volkskunst, das einen großen Beitrag lieferte, das Wesen der Volkskunst darzustellen. Zu seinen zahlreichen Publikationen gehören „Schönheit in der Vielfalt von Gefäßen“ (雑器の美, Zakki no bi; 1926), „Volkskunst in Japan“ (日本の民芸, Nihon no mingei; 1960), „Wesen der Kunst“ (美の法門, Bi no hōmon). – 1957 wurde er für seine Arbeit als „Person mit besonderen kulturellen Verdiensten“ ausgezeichnet. 1959 erhielt er zudem den Asahi-Preis.
Sein ältester Sohn war der Industriedesigner Yanagi Sōri, sein zweitältester Sohn ist der Kunsthistoriker Yanagi Munemoto (柳宗玄) und sein dritter Sohn war der Gartenarchitekt Yanagi Munetami (柳宗民).